# John D'Aquino
John D'Aquino (Brooklyn, 14 de abril de 1958) é um ator norte-americano de ascendência italiana que talvez melhor é conhecido por seu papel como Lt. Benjamin Krieg na série de TV de ficção científica SeaQuest DSV, durante a primeira temporada, um papel que ele fez novamente na terceira temporada.
Também fez aparições como convidado em um número notável de séries de televisão, incluindo Baywatch, Matlock, Melrose Place, Murder, She Wrote, Seinfeld, Sliders, Quantum Leap, Xena: Warrior Princess e alguns outros; atuou em 3rd Rock from the Sun, JAG como um repórter e como o Presidente Richard Martinez em Cory in the House.